# Чаврич, Александар
Алекса́ндар Ча́врич (серб. Александар Чаврић / Aleksandar Čavrić; 18 мая 1994, Вуковар, Республика Сербская Краина) — сербский футболист, полузащитник клуба «Касима Антлерс». Выступал в юношеской сборной (до 19 лет). В 2013 году в её составе стал чемпионом Европы.

## Карьера

### Клубная
Чаврич начал свою карьеру в футбольном клубе «Банат». В его составе сыграл 11 матчей и забил 1 гол.
22 июня 2012 года перешёл в столичный ОФК на правах свободного агента. 11 августа дебютировал в основном составе. На протяжении всего сезона регулярно выходил на поле.

### Международная
В 2012 году принимал участие в чемпионате Европы среди юниоров в составе сборной Сербии. Тогда сербы выступили крайне неудачно — последнее место в группе.
В следующем году сербы вновь прошли в финальный турнир ЧЕ. На нём Александр выходил на поле лишь в одном матче группового этапа: против Грузии. В итоге сербы одержали победу в турнире и Александр, как и его товарищи, был награждён золотой медалью турнира.

## Достижения
- Победитель чемпионата Европы (до 19 лет) (1): 2013